# Martina Gusmán
Martina Gusmán (Buenos Aires; 28 de octubre de 1978) es una actriz, productora de cine y psicóloga argentina. En 2002 fundó junto a su pareja, el director de cine Pablo Trapero, la productora Matanza Cine, donde se desempeña como productora ejecutiva.

## Trayectoria profesional
Hija de Jorge Gusmán, director teatral y Marisa Urruti, vestuarista y socióloga.
Estudió actuación con Carlos Gandolfo y cursó estudios de Licenciatura en Artes Combinadas en la Universidad de Buenos Aires. En 2002 fundó junto a su pareja, el director de cine Pablo Trapero, Matanza Cine, una compañía de producción de cine independiente, donde se desempeña principalmente como productora ejecutiva. 
En el año 2005 hizo su primera participación como actriz en la película Nacido y criado, y en 2007 obtuvo el Premio Sur y fue nominada al Cóndor de Plata por la segunda, Leonera. En 2010 se puso en la piel de Luján, una joven médica que lleva un ritmo de trabajo bastante agitado para coprotagonizar junto a Ricardo Darín la sexta película de Pablo Trapero, titulada Carancho. 
También ese mismo año incursionó por primera vez en televisión en el unitario de Pol-ka Para vestir santos, donde compartió escenas con la actriz Celeste Cid y un capítulo del unitario sobre el bicentenario argentino Lo que el tiempo nos dejó; por estas participaciones obtuvo el premio Martín Fierro a la artista revelación del año en televisión. En 2016 participó en El Marginal, serie que se llevó el Martín Fierro de Oro en la edición 2017. En la serie se desempeñó como protagonista bajo el papel de la licenciada Emma Molinari.Tiempo después,en 2018,volvió a desempeñar dicho personaje en la precuela de la exitosa serie carcelaria.
En 2019 obtuvo su título de grado de Licenciada en Psicología por la Universidad de Palermo.

## Filmografía

### Cine
| Año  | Título                     | Personaje      |
| ---- | -------------------------- | -------------- |
| 2003 | La mecha                   | Ana            |
| 2006 | Nacido y criado            | Milli          |
| 2008 | Leonera                    | Julia Zárate   |
| 2010 | Carancho                   | Luján Olivera  |
| 2010 | O3                         | Laura          |
| 2011 | La vida nueva              | Laura          |
| 2012 | Elefante blanco            | Luciana        |
| 2012 | Una bala para el Che       | Natasha        |
| 2012 | Las mujeres llegan tarde   | María Luz Ruiz |
| 2012 | Llamando al señor cómico   | Cecilia        |
| 2013 | Solo para dos              | Valentina      |
| 2013 | Back to the Siam           | Ornella        |
| 2014 | Física populista           | Alicia         |
| 2015 | El correr de la sangre     | Victoria       |
| 2018 | La Quietud                 | Mía Montemayor |
| 2018 | Mamá a los diecisiete      | Constanza      |
| 2019 | El hijo                    | Julieta        |
| 2020 | El año de la furia         | Susana         |
| 2020 | Lucía                      | Lucía          |
| 2021 | Quemar las naves           | Marta Colombo  |
| 2022 | El buda                    | Alina          |
| 2022 | Amarres para principiantes | Erika Ramos    |
| 2022 | Get Away if You Can        | Mar            |
| 2024 | Romina Smile               | Romina         |

### Cortometrajes
| Año  | Título         | Personaje |
| ---- | -------------- | --------- |
| 2011 | Los sordos     | Romina    |
| 2014 | Invisible      | Laura     |
| 2016 | Ringtone       | Julia     |
| 2017 | Cristal        | Carolina  |
| 2020 | Noche söl awan | Azafata   |

### Producción
| Año  | Título                            | Rol                                                  |
| ---- | --------------------------------- | ---------------------------------------------------- |
| 1998 | Corazón iluminado                 | Asistente de vestuario (desacreditada)               |
| 2002 | Valentín                          | Asistente de vestuario                               |
| 2002 | Ciudad de María (documental)      | Producción ejecutiva y coordinación de posproducción |
| 2002 | El bonaerense                     | Asistente de producción                              |
| 2003 | La mecha                          | Producción ejecutiva                                 |
| 2004 | Familia rodante                   | Producción ejecutiva                                 |
| 2005 | Mbya, tierra en rojo (documental) | Producción ejecutiva                                 |
| 2005 | Mi mejor enemigo                  | Coproducción                                         |
| 2005 | Géminis                           | Producción ejecutiva                                 |
| 2005 | Di buen día a papá                | Coproducción                                         |
| 2006 | Nacido y criado                   | Producción ejecutiva                                 |
| 2008 | La rabia                          | Producción ejecutiva                                 |
| 2008 | Leonera                           | Producción ejecutiva                                 |
| 2009 | Excursiones                       | Coproducción                                         |
| 2010 | Carancho                          | Producción ejecutiva                                 |

## Televisión
| Año         | Título                             | Personaje                 | Notas                                | Canal                |
| ----------- | ---------------------------------- | ------------------------- | ------------------------------------ | -------------------- |
| 2010        | Lo que el tiempo nos dejó          | Mónica                    | Episodio: «La ley primera»           | Telefe               |
| 2010        | Para vestir santos                 | Laura                     | Participación especial               | El Trece             |
| 2012        | Babylon                            | Tania "La Tanita"         | Protagonista                         | Canal 9              |
| 2014        | Señores papis                      | Karina Crespo             | Participación especial               | Telefe               |
| 2014        | La celebración                     | Belén                     | Episodio: «Funeral»                  | Telefe               |
| 2014        | Las 13 esposas de Wilson Fernández | Alicia                    | Episodio: «Alicia»                   | TV Pública           |
| 2014        | Camino al amor                     | Vanesa De La Guarda       | Recurrente                           | Telefe               |
| 2016 - 2022 | El marginal                        | Emma Molinari             | Reparto principal (temporada 1-4)    | TV Pública / Netflix |
| 2018        | Rizhoma Hotel                      | Patricia                  | Episodio: «La amante del presidente» | Telefe               |
| 2019 - 2021 | El mundo de Mateo                  | Paula Quevedo             | Protagonista                         | TV Pública / Flow    |
| 2021        | El inocente                        | Kimmy Dale / Martina Díaz | Coprotagonista                       | Netflix              |
| 2022 - 2023 | Echo 3                             | Violetta Cádiz            | Coprotagonista                       | Apple TV+            |

## Teatro
| Año  | Obra de teatro      |
| ---- | ------------------- |
| 2012 | Extraños en el tren |
| 2016 | Falladas            |

## Premios y nominaciones

### Premios de cine
| Premios Cóndor de Plata | Premios Cóndor de Plata  | Premios Cóndor de Plata | Premios Cóndor de Plata | Premios Cóndor de Plata |
| Año                     | Categoría                | Trabajo nominado        | Resultado               | Ref.                    |
| ----------------------- | ------------------------ | ----------------------- | ----------------------- | ----------------------- |
| 2009                    | Mejor actriz protagónica | Leonera                 | Nominada                | [ 4 ]                   |
| 2011                    | Mejor actriz protagónica | Carancho                | Nominada                | [ 5 ]                   |
| 2013                    | Mejor actriz protagónica | Elefante blanco         | Nominada                | [ 6 ]                   |

| Premios Sur | Premios Sur              | Premios Sur      | Premios Sur | Premios Sur |
| Año         | Categoría                | Trabajo nominado | Resultado   | Ref.        |
| ----------- | ------------------------ | ---------------- | ----------- | ----------- |
| 2008        | Mejor actriz protagónica | Leonera          | Nominada    | [ 7 ]       |
| 2008        | Mejor actriz revelación  | Leonera          | Ganadora    | [ 7 ]       |
| 2010        | Mejor actriz protagónica | Carancho         | Nominada    | [ 8 ]       |

| Premios Clarín | Premios Clarín          | Premios Clarín   | Premios Clarín | Premios Clarín |
| Año            | Categoría               | Trabajo nominado | Resultado      | Ref.           |
| -------------- | ----------------------- | ---------------- | -------------- | -------------- |
| 2008           | Mejor actriz de cine    | Leonera          | Ganadora       | [ 9 ]          |
| 2008           | Mejor actriz revelación | Leonera          | Ganadora       | [ 9 ]          |

### Premios de televisión
| Premios Martín Fierro | Premios Martín Fierro                  | Premios Martín Fierro | Premios Martín Fierro | Premios Martín Fierro |
| Año                   | Categoría                              | Trabajo nominado      | Resultado             | Ref.                  |
| --------------------- | -------------------------------------- | --------------------- | --------------------- | --------------------- |
| 2011                  | Revelación                             | Para vestir santos    | Ganadora              | [ 10 ]                |
| 2017                  | Mejor actriz de unitario y/o miniserie | El marginal           | Nominada              | [ 11 ]                |

| Premios Tato | Premios Tato                      | Premios Tato     | Premios Tato | Premios Tato |
| Año          | Categoría                         | Trabajo nominado | Resultado    | Ref.         |
| ------------ | --------------------------------- | ---------------- | ------------ | ------------ |
| 2016         | Mejor actriz protagónica en drama | El marginal      | Ganadora     | [ 12 ]       |